# Зуево-1
Зуево-1 — деревня в Краснопрудской волости Псковского района Псковской области России.
Расположена в 9 км к юго-западу от волостного центра Кирово и в 48 км к югу от города Пскова.
Численность населения деревни по состоянию на 2000 год составляла 1 житель.